# イマーム
イマーム（アラビア語: إمام、ペルシア語: امام emām）は、アラビア語で「指導者」、「模範となるべきもの」を意味する語で、イスラームの「指導者」を指す尊称。ペルシャ語の発音ではエマーム。
スンナ派においては、ムスリム（イスラム教徒）の大小の宗教共同体を指導する統率者のことをイマームと呼ぶ。一方、シーア派においては宗教共同体にとって特別な存在である「最高指導者」をイマームと呼ぶ（後述）。

## クルアーンにおけるイマーム
クルアーン（コーラン）においては、原義以上の意味での使われ方はしていない。

## スンナ派におけるイマーム
イマームのもっとも広い意味での用法は、ムスリムにとって最重要の義務のひとつである礼拝を集団で行う際、信徒たちを指導する役を務める者を指す呼称である。この意味でのイマームは原則としては常任の役ではなく、金曜礼拝のようにモスクに人々が集まって集団礼拝を行うときのみ、集まった信徒たちの中からもっとも礼拝の模範として相応しいムスリムを選び出してイマームとすることになっている。金曜礼拝など集団で礼拝をすることが望まれる宗教的に重要な日には、礼拝に先立ってフトバと呼ばれる野外説教を、ハティーブ（導師）が行うが、ハティーブは多くの場合イマームが兼ねる。そのため、実際にはマドラサで教育を受け、イスラームの学問に通じたウラマーと呼ばれるような人々が特定のモスクのイマームを職務として務めることが多い。
転じて、人々の模範となるような学識のあるウラマーのこともイマームと呼ぶ。

## シーア派におけるイマーム
ムスリムたちの共同体をイスラム共同体（ウンマ）と言うが、ウンマの指導者は血統上の理由により預言者ムハンマドの従弟で娘婿であるアリーとその子孫のみが相応しいと考える人々がシーア派である。シーア派は、アリーの子孫のみがウンマの長たるに相応しい理由として、ウンマを政治的・宗教的に指導する者は神（アッラーフ）の言葉であるクルアーンを正確に解釈できる者でなければならず、クルアーンを正確に解釈できる者は地上に使わされた最後の預言者であったムハンマド以降では、ムハンマドの家族であるアリーとその子孫だけであると考えている。このような、アリーとその子孫だけが持つことができるクルアーンを正確に解釈しウンマの正統な長となるべき人物のことを、シーア派ではイマームと呼ぶ。シーア派の諸派のうち最大多数派である十二イマーム派などは、イマームは無謬であり、クルアーンの解釈からイスラム法（シャリーア）の制定に至るまで様々な宗教上の理解事項は無謬であるイマームの教えによらなければならないと考え、預言者と歴代のイマームたちの言行に関わる伝承に従う。
アリーの一家が最初の3人のカリフ（預言者の代理としてのウンマの指導者）、アブー＝バクル、ウマル、ウスマーンよりもイマームとして相応しいと考えた原初のシーア派は、そもそもアリーがイマームに相応しいとした理由が預言者の家族であったことにあるために、アリーの死後はアリーの息子たちのうち、ムハンマドの娘であるファーティマを母として生まれたハサンとフサインの2人がイマームとして相応しいと考え、アリーを初代イマームとして、ハサンを第2代イマーム、フサインを第3代イマームに推戴した。フサインの死後はその子孫がイマームとしてシーア派の指導者に立てられてゆくが、やがてどのアリーの子孫がイマームとして相応しいかをめぐってシーア派は分派を繰り返すことになる。まず早い時期に分派したカイサーン派はファーティマの血筋を重要視せずハサン、フサインの異母弟ムハンマド・イブン・ハナフィーヤとその子孫を立て、740年にウマイヤ朝に対して武力蜂起を行ったフサインの孫ザイド・イブン・アリーを穏健な異母兄ムハンマド・バーキルよりもイマームに相応しいと推戴した人々がザイド派を形成、ムハンマド・バーキルとその後継者ジャアファル・サーディクをイマームとするイマーム派から分かれた。さらに765年、ジャアファル・サーディクが死ぬと、ジャアファルに生前後継者指名を取り消されていた長男イスマーイールを推す人々が分派してイスマーイール派となり、その弟ムーサー・カーズィムを承認したイマーム派の主流派がやがて十二イマーム派を形成する。
シーア派の多くの派では、イマームの位は先代の生前の指名に従い子のうちの一人へと伝えられていくため、イマームの家系の断絶によってイマームが不在となる危機にしばしば直面した。そのためにカイサーン派は早くにイマームを失ってイマーム派に吸収されてしまい、信徒の指導者としての能力に優れていれば、アリーの子孫が望ましいとはいえども誰でもイマームになれるとしたザイド派は思想的には限りなくスンナ派に近づきながらも存続した。これに対し、9世紀イスマーイール派は一般の信徒たちには触れることのできない幽冥の世界にお隠れになり、最後の審判のときマフディー（メシア）として再臨するまで死ぬことなくイマームの位を保ちつづけていると考える理論を生み出した。これをガイバ（幽隠）という。イスマーイール派の一部にはファーティマ朝やニザール派として世襲のイマームが再び現れるが、彼らの登場と王朝の建設にはガイバにあったイマームが再臨することによって終末が目前に来ていると信じる宗教的情熱が密接に関わっている。
874年に第11代イマームが死んだのと同時に、その後継者ムハンマドが行方不明となり、地上からイマームを見失った十二イマーム派もガイバの理論を受け入れた。十二イマーム派は、第12代イマームはガイバに入ったのであり、終末のとき再臨するのだと考え、第12代イマームを「待望される者ムハンマド」（ムハンマド・アル＝ムンタザル）と呼ぶ。十二イマーム派では、信徒が誤りなく信仰と行為を成し遂げるためには、学識に富み、無謬であるイマームの意思を推し量ってその意思を体現することのできるイスラム法学者たちをイマームの代理として尊敬し、その意見に従わなくてはならないとする。

## スンナ派における大イマーム論
イスラム教の多数派であるスンナ派においては、イマームには礼拝など宗教的な事柄に関する指導者という以上の意味はもともと存在しない。しかし、アッバース朝期のイスラム法学上の議論において、おそらくはシーア派の影響を受けて、ウンマの指導者であるカリフは、ウンマの指導者たる預言者の代理人（ハリーファ。カリフの語源）としての資格（ヒラーファ）と、信徒たちの宗教的行為の模範となり、指導するべき者（イマーム）としての資格（イマーマ）を兼ね備えた者がなるべきであるとする理想論が唱えられるに至った。このような意味でのカリフ制におけるイマーム位は、モスクにいる一般のイマームと区別して、イマームの中のイマーム、すなわち大イマームと呼ばれ、カリフとはハリーファ・ラスールッラー（「神の使徒の代理人」）にしてアミール・アル＝ムウミニーン（「信徒たちの長」）であると同時に、大イマームであると観念される。
スンナ派における大イマームとしてのカリフは、シーア派のイマームと異なり、クルアーンやイスラム法の解釈権は持たない。イスラム法はイスラム法学者などのウラマーたちの合意によって形成されるものであり、大イマームはイスラム法を忠実に執行し、イスラム法の理想通りにウンマを導いていく義務がある。大イマームはクライシュ族の出身の男子であり、心身が健康でありさえすれば誰でもなることができ、共同体からの互選により選出される以外にも、前任者が自身の後任を自己意思で任命することによる選出法が許容されており、アッバース家による事実上の世襲は完全に合法とされた。しかし、大イマームがイスラム法によらない共同体の運営（政治）を行ったときは、ムフティーなどの権威あるウラマーの意見や合意に基づき大イマームの資格を剥奪されうるとし、この理論によりカリフの廃位も可能とされた。